# Фуфурин, Николай Павлович
Николай Павлович Фуфурин (1926—1995) — советский инженер, лауреат Государственной премии СССР 1978 года.
После окончания МЭИ (1948) работал в Центральной научно-исследовательской электротехнической лаборатории Министерства электростанций СССР (ЦНИЭЛ МЭС), преобразованной в 1958 году во Всесоюзный научно-исследовательский институт электроэнергетики (ВНИИЭ). С 1970 года зав. лабораторией трансформаторов.
По совместительству преподавал во Всесоюзном заочном политехническом институте (ВЗПИ).
С 1970 года входил в состав группы инженеров и учёных, которой были созданы автотрансформаторы большой мощности на высокие и сверхвысокие напряжения. Выполнил работы по повышению эксплуатационной надёжности автотрансформаторов. За это в 1978 году была присуждена Государственная премия СССР.
Сочинения:
- Методы контроля влажности изоляции трансформаторов. Электрические станции, 1952, № 1, стр. 36-41.
- Эксплуатация трансформаторов электростанций и подстанций : Лекция для слушателей направления 0301 «Электр. станции» / Н. П. Фуфурин. — Москва : Б. и., 1979. — 40 с.; 20 см.
- Инструкция по эксплуатации трансформаторов. Сост.: Н. П. Фуфурин. — 2-е изд. перераб. и доп. — М.: Энергия 1978 г. 80 с., ил.
- Эксплуатация и совершенствование высоковольтных аппаратов и трансформаторов: кн. / М. А. Смирнов, Н. П. Фуфурин // Труды ВНИИЭ. — М.: Энергия. — 1976. — Вып. 49. — С. 24-31.
- Смирнов М. А., Фуфурин Н. П. Оценка состояния трансформаторов по анализу растворенных газов в масле. -Труды ВНИИЭ, 1976, вып. 49.
- Мост для измерения сопротивления обмоток, обтекаемых переменным током Передовой научно-технический и производственный опыт 1964, №28-64-249
- Эксплуатация оборудования подстанций 500 кВ . М. , « Энер- гия » , 1974 С СЦНТИ ОРГРЭС . 117 с . с ил . ( М - во энергетики. Э.С. Глебов, В.П.Андрианов,  Н. П. Фуфурин , В. М. Максимов . 1.500 экз .